# Герб Виноградова
Герб Виногра́дова — офіційний геральдичний символ міста Виноградова Закарпатської області. Затверджений 3-ю сесією двадцять першого скликання Виноградівської міської ради 26 вересня 1990 року. Герб є промовистим.

## Історія герба і опис

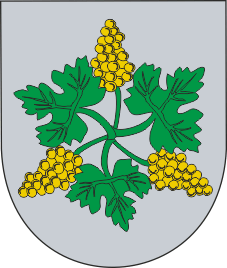
Герб угорського періоду

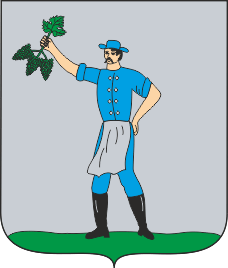
Герб австрійського періоду

### Герб Австрійського і Чехословацького періодів
Давній герб Виноградова являв собою Іспанський щит, на срібному полі якого зображено три зелених листки винограду і три золотих грона з одного центру. На гербі міста з кінця XIX століття цей же мотив, але в іншій інтерпретації. На срібному полі зображений селянин-виноградар у характерному вбранні того часу, що в правій руці тримає три грона. Одяг виноградаря синій, фартух сріблястий, грона — золотисті, а листки і ґрунт — зеленого кольору. Дещо відрізявся герб, затверджений у 1908 році. Тут виноградар в одязі угорського гусара, що тримає в руці одне велике гроно винограду. Це зображення і на печаті міста 20—30-х років, де поряд з чеським написом можна прочитати і український текст: «Уряд громадский Севлюшъ». 

### Сучасний герб
Сучасний герб Виноградова являв собою Німецький щит поділений на чотири поля. У першому полі лазурового кольору розміщено зелене гроно винограду зі стеблом та двома зеленими листками. У другому полі синього кольору — впоперек поля повернута вправо риба срібного кольору. У третьому полі темно-синього кольору — золотий жолудь із стеблом та двома листками. У четвертому полі срібного кольору — впоперек поля вправо повернутий чорний рак річки Батар. У центрі герба на малому іспанському щиті червоного кольору зображений золотий лев, який крокує вправо з піднятим угору хвостом і вистромленим із пащі язиком, — елемент із родинного герба баронів Перені. Над великим щитом розміщено напис «ВИНОГРАДІВ».